# Olaszfalu
Olaszfalu è un comune dell'Ungheria di 1.116 abitanti (dati 2001). È situato nella contea di Veszprém.